# Sarankhola (underdistrikt)
Sarankhola är ett underdistrikt i Bangladesh. Det ligger i den södra delen av landet, 190 km söder om huvudstaden Dhaka.
Trakten runt Sarankhola består huvudsakligen av våtmarker.